# Miersia
Miersia Lindl. – rodzaj roślin należących do rodziny amarylkowatych (Amaryllidaceae), obejmujący 7 gatunków występujących endemicznie w środkowym Chile i Boliwii.  

## Morfologia
Wieloletnie rośliny zielne. Pędem podziemnym jest cebula. Rośliny tworzą od 3 do 5 równowąskich liści. Kwiaty zebrane od 3 do 5 w baldach, wyrastający na głąbiku. Okwiat grzbiecisty, sześciolistkowy, o listkach wolnych, stopniowo zaostrzonych, zielonych z fioletowymi zabarwieniami. Sześć pręcików o nitkach zrośniętych skośnie w urnowatą strukturę otaczającą słupek, zakończoną sześcioma małymi główkami. Zalążnia górna, szyjka słupka krótka, zakończona małym, dyskowatym znamieniem. Między okwiatem a strukturą pręcików obecny jest przykoronek zbudowany z 6 drobnych, niekiedy klapowanych przydatków.

## Systematyka
Rodzaj z plemienia Gilliesieae z podrodziny czosnkowych (Allioideae) z rodziny amarylkowatych (Amaryllidaceae). 
Wykaz gatunków
- Miersia chilensis Lindl.
- Miersia humilis (Phil.) M.F.Fay & Christenh.
- Miersia leporina Ravenna
- Miersia myodes Bertero
- Miersia rusbyi Britton
- Miersia tenuiseta Ravenna
- Miersia triloba (Ravenna) M.F.Fay & Christenh.

## Nazewnictwo
Etymologia nazwy naukowejNazwa naukowa rodzaju została nadana na cześć Johna Miersa, żyjącego w latach 1789-1879 brytyjskiego botanika, który w latach 1819-1839 podróżował po Ameryce Południowej, autora wielu prac na temat flory tego kontynentu.
Synonimy taksonomiczne
- Geanthus Phil., Descr. Nuev. Pl., reimpr. 1884: 7 (1884), nom. illeg.
- Speea Loes., Notizbl. Bot. Gart. Berlin-Dahlem 10: 63 (1927).